# Республіканець (гідрокрейсер)

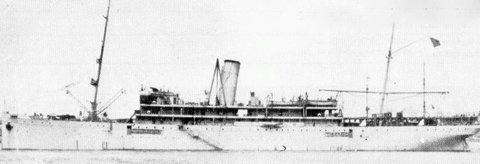
Гідрокрейсер «Республіканець»

Гідрокрейсер «Республіканец» («Імператор Олександр I») — гідрокрейсер Чорноморського флоту. Будувався, як пасажирський пароплав. В 1915 році переобладнаний у гідрокрейсер та увійшов до складу Чорноморського флоту. За часів національно-визвольних змагань 1917–1918 років гідрокрейсер «Республіканець» входив до складу Українських військово-морських сил.

## Історія корабля
Пасажирський пароплав «Імператор Олександр ІІІ» побудований 1913–1914 року у Великій Британії компанією «Denny Broth Dumbarton» для російської компанії мореплавства і торгівлі «РОПіТ».
В 1914 −1915 роках експлуатувався як комерційне судно. В 1915 році — пароплав було мобілізовано та модернізовано. З початком Першої Світової війни з'ясувалось, що Чорноморському флоту не вистачає кораблів, які могли б супроводжувати ескадру, підвозити літаки до місць військових операцій, та які б служили базою для літунів та десанту. Не маючи часу та ресурсів для побудови таких кораблів, було вирішено зробити з двох нових пасажирських пароплавів «Імператор Микола І» та «Імператор Олександр ІІІ» гідрокрейсери.
Оскільки на той час у Миколаєві будувався лінкор «Імператор Олександр ІІІ», пароплав «Імператор Олександр ІІІ» було перейменовано у «Імператор Олександр І». На корабель було встановлено шість 120-мм гармат, дві 57-мм гармати та 2 скоростріли. Крейсер міг брати на свій борт 8 гідролітаків типу М-5. Ці гідроплани базувались у Севастополі та знаходились на кораблях тільки під час бойових операцій. Брав активну участь у бойових діях поблизу турецького узбережжя, Босфору, Варни.
Після вступу Румунії у Першу Світову війну, крейсер перебував у районі Констанци та дельти Дунаю. 23 грудня 1916 — переведений у дивізіон гідрокрейсерів.
Лютнева революція значно актуалізувала національно-визвольний рух українців на Чорноморському флоті. Провідником українського руху стала рада Української чорноморської громади. У квітні 1917 року майже на всіх кораблях Чорноморської флоти вже існували українські корабельні ради, так само як у сухопутних частинах Севастопольської морської фортеці та на повітрофлоті.
11 травня 1917 року гідрокрейсер було перейменовано у «Республіканець». Протягом 1917 року моряки-чорноморці активно виступали на підтримку УНР та звертались до Центральної Ради з вимогою рішучих дій по українізації Чорноморського флоту та створенню Українських військово-морських сил.
12 жовтня 1917 року на відзначення українізації трьох кораблів Балтійського флоту: крейсера «Светлана» та ескадрених міноносців «Україна» та «Гайдамак» на всіх кораблях та установах Чорноморського Флоту, на один день, було піднято національні українські прапори та стеньгові сигнали «Хай живе вільна Україна». Це ж повторилося 15 листопада. Того дня всі кораблі чорноморського флоту цілу добу тримали українські прапори, а також сигнал «Слава Українській Народній Республіці».
14 січня 1918 року Центральна Рада прийняла «Тимчасовий Закон про український державний флот», відповідно до якого: «Російський Чорноморський флот… проголошується флотом Української Народної Республіки…» та «Українська Народна Республіка переймає на себе всі зобов'язання російського уряду щодо Чорноморського флоту й щодо утримання флоту й портів». Корабель юридично увійшов до складу Військово-морських сил УНР.
На початку 1918 року більшовики окупували ненадовго південь України та Севастополь. Проте, коли наприкінці квітня до півострова наблизилися частини Запорізької дивізії армії УНР під командою підполковника Петра Болбочана та німецькі війська, у Криму майже не залишилося більшовицьких загонів.
22 квітня 1918 року командувач Чорноморського Флоту контр-адмірал Михайло Саблін наказом по флоту оголосив, що «всі судна, портове майно, які знаходяться у портах Криму, є власністю Української Народної Республіки. А тому наказую скрізь, де треба, підняти українські прапори». 29 квітня, за наказом командувача, майже всі кораблі, установи, порти та фортеці Чорноморського флоту підняли український прапор.
Однак вже 30 квітня, через провокацію більшовиків, частина флоту виходить до Новоросійська. Гідрокрейсер «Республіканець» залишився у Севастополі. В той же час, у Києві, було проголошено створення Української Держави.

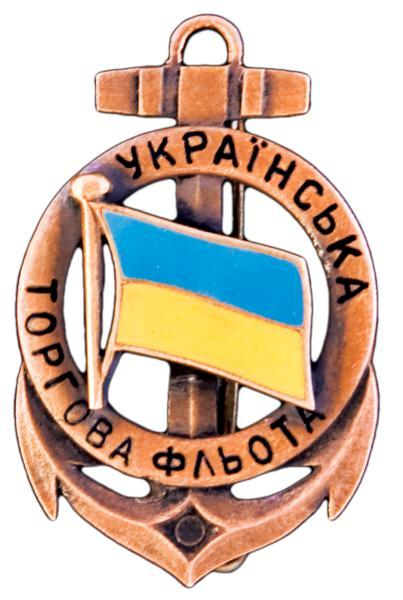
Нагрудна відзнака українського торгового флоту

Командувачем Чорноморського флоту було призначено Михайла Остроградського. Всі кораблі, що залишились у Севастополі, в тому числі й гідрокрейсер, увійшли до складу Військово-морських сил Української Держави.
Проте німецьке командування розцінило вихід частини кораблів до Новоросійська як порушення Берестейського мирної угоди й тимчасового інтернували всі військові кораблі.
Одночасно, після проголошення Гетьманату, досить суттєво активізувалась робота зі створення Військово-морського флоту Української Держави. Протягом всього 1918 року уряд Гетьмана Скоропадського приділяв багато уваги побудові міцного боєздатного військового флоту.
За часів Гетьманату пароплави «Микола І», «Петро Великий» та «Олександр І», що до війни належали РОПіТ, згідно із чинним законодавством були роззброєні та повернені в український торговельний флот. Взагалі ж, на час самостійності Української Держави в українському торговельному флоті було 6 великих пароплавів місткістю 9155 тонн. Український торговельний флот протягом 1918 року здійснював регулярні рейси по всіх портах Чорного моря.

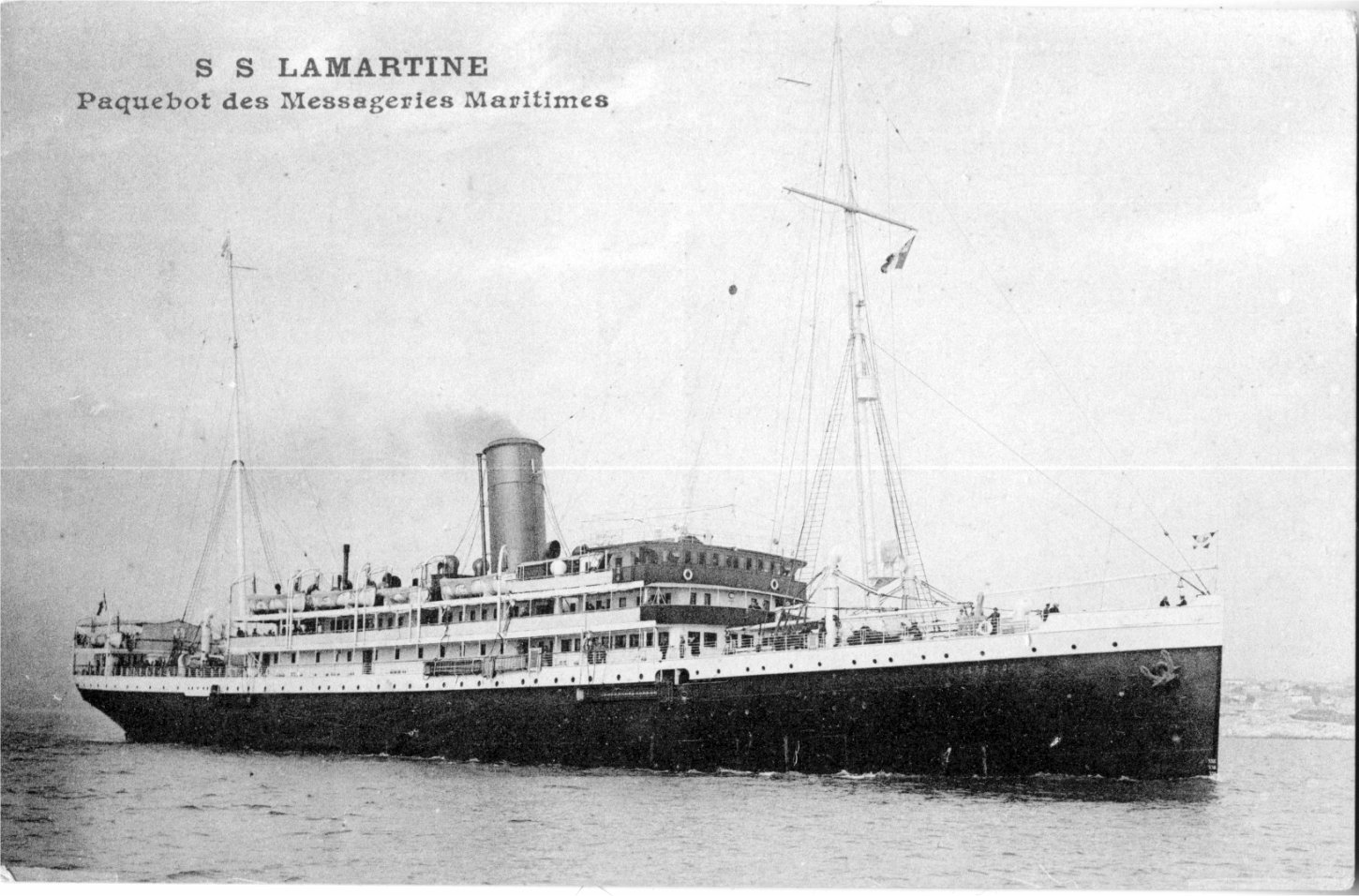
Пароплав «Lamartine»

Проте наприкінці листопада у Києві розпочався антигетьманський переворот, а південь України окупували війська Антанти, які захопили більшість кораблів ВМС Української Держави. Командуючий Українським флотом контр-адмірал В'ячеслав Клочковский намагався провести перемовини з «союзниками», але англійське та французьке командування віднеслось до флоту, як до власної здобичі.
В 1919–1920 рр. — корабель знаходився у фрахті французького уряду. В 1921 р. — пароплав було продано французькій компанії «Messageries Maritimes» та перейменовано у «Ламартін» («Lamartine»). До 1932 року ходив на регулярних рейсах у Середземному морі. У 1933–1938 рр. — у північній частині Середземномор'я. В 1939 році — переведений в Індокитай та перейменований у «Кай Діні» («Khai Dinh»). Затонув 22 листопада 1942 року, під час авіанальоту літаків ВПС США.